# SC Utrecht
SC Utrecht, pełna nazwa Schaakclub Utrecht – holenderski klub szachowy z siedzibą w Utrechcie, dwukrotny mistrz kraju.

## Historia

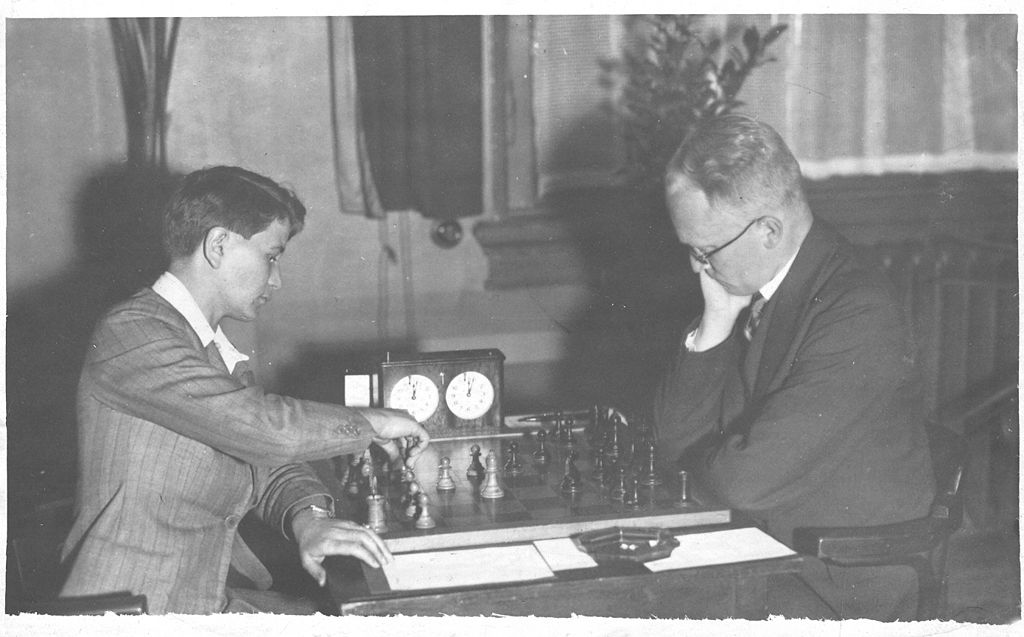
Partia Sonji Graf z P.W. Meijlinkiem w siedzibie klubu w 1936 roku

Klub został założony w październiku 1886 roku. Powodem jego powstania był brak szachowych klubów w Utrechcie, w szczególności rozwiązanie SV Utrecht, założonego w 1871 roku. Pierwszym mistrzem klubowym został Adolf Georg Olland. Poza Ollandem w początkowych latach funkcjonowania członkami SC Utrecht byli m.in. Arnold van Foreest, Dirk van Foreest i Jan Esser. Od 1920 roku klub uczestniczył w mistrzostwach Holandii; uzyskano wówczas wicemistrzostwo kraju. W 1923 roku SC Utrecht rozegrał mecz towarzyski z Hastings & St Leonards Chess Club. Trzy lata później klub organizował indywidualne mistrzostwa Holandii, które wygrał Max Euwe. W latach 30. w klubie gościły Vera Menchik i Sonja Graf. Klub funkcjonował w ograniczonym zakresie na początku II wojny światowej, w późniejszym okresie zaprzestał oficjalnej działalności.
W sezonie 1945/1946 klub zdobył tytuł mistrza kraju, pokonując w fazie finałowej SV Eindhoven, HSG i LSG. Skład drużyny stanowili wówczas Eduard Spanjaard, Henk van Steenis, Jaap Muilwijk, George Willem van Vloten, Gerard Wessels, A. den Hartoog, Jan Visser, A.K.G. Reurslag i G.J.M. Hofsommer. W 1958 roku SC Utrecht spadł z Hoofdklasse, rozpoczął się wówczas okres słabszej gry klubu, związany z odejściem czołowych zawodników. Dwa lata później grającym trenerem Utrechtu został Hans Bouwmeester, który opracował program szkoleniowy. W 1961 roku klub zorganizował arcymistrzowski turniej PAM. W połowie lat 60. klub awansował do Hoofdklasse, spadł w 1968 roku, a w 1970 powrócił do najwyższej ligi. Bez Bouwmeestera, który odszedł wcześniej z klubu, SC Utrecht w sezonie 1970/1971 zdobył drugi w swojej historii tytuł mistrzowski, wyprzedzając w tabeli m.in. SV Rotterdam i Moerwijk Haga. W kadrze drużyny znajdowali się wówczas Lodewijk Prins, Arend van Oosten, Gerard Verholt, Maarten Etmans, Bert Kieboom, Eduard Spanjaard, J. van Kleef, Hans Duistermaat, J. van der Pol, Jacob Perrenet, Henk Knipscheer i P. de Haan. W 1976 roku SC Utrecht wygrał mecz towarzyski z Solinger SG 1868. Pod koniec lat 70. tytularnym sponsorem klubu zostało Centrum voor Informatieverwerking (CVI). Klub powrócił w 1980 roku do Hoofdklasse, z której spadł wcześniej, ponadto pozyskał takich graczy, jak Giennadij Sosonko, Gert Ligterink, Kick Langeweg, Cornelis van Wijgerden i Leonard Hofland. W sezonie 1981/1982 SC Utrecht uzyskał trzecie miejsce w lidze. Po zakończeniu sezonu klub utracił wsparcie sponsora, a w 1984 roku spadł z ligi. Następnie zespół występował w pierwszej lidze w sezonach 1985/1986 i 1987/1988, za każdym razem spadając z ligi po roku gry. W 1989 roku Utrecht ponownie awansował do pierwszej ligi. W sezonie 1991 zespół zajął czwarte miejsce w lidze, a trzy lata później spadł. W 1995 roku klub ponownie awansował na najwyższy poziom. W 1998 roku do pierwszego zespołu został włączony trzynastoletni wówczas Erwin l'Ami. W 2000 roku nastąpił spadek pierwszej drużyny z ligi. W 2002 rok klub ponownie awansował do Meesterklasse, spadł z niej w 2005 roku, a ponownie powrócił w kolejnym roku. Jednocześnie w 2005 roku klub zdobył mistrzostwo Holandii w szachach szybkich.
W sezonie 2006/2007 zespół zajął siódme miejsce w lidze. W 2007 roku dzięki wycofaniu się wyżej sklasyfikowanych holenderskich drużyn, SC Utrecht zadebiutował w Pucharze Europy. Holenderski zespół wygrał wówczas z Dritą Suva Reka, KSK Rochade Eupen-Kelmis, Ajoblanco Mérida i Brønshøj SF, a przegrał z Tomsk-400, 1. Novoborským ŠK i Zalaegerszegi Csuti SK, zajmując w klasyfikacji końcowej 21. miejsce. Sezon 2007/2008 SC Utrecht ponownie zakończył uzyskaniem siódmej pozycji w kraju. W Pucharze Europy zespół został sklasyfikowany na 39. pozycji, po zwycięstwach nad Apolonią Fier, Le Cavalier Differdange i Gambitem Bonnevoie oraz porażkach z Bosną Sarajewo, KSK Rochade Eupen-Kelmis, Haladásem VSE Szombathely i KSK 47 Eynatten. W 2009 roku SC Utrecht zajął czwarte miejsce w lidze, po czym po raz trzeci z rzędu uczestniczył w Pucharze Europy. Po wygranych z White Rose Chess Club, Llamkosem Vushtrri, LSG i VŠŠSM Wilno oraz przegranych z Evry Grand Roque, Tomsk-400 i Porat Chess Club klub zajął 19. miejsce w europejskich rozgrywkach. W sezonie 2009/2010 SC Utrecht zdobył wicemistrzostwo kraju, ulegając jedynie HSG. W skład drużyny wchodzili wówczas m.in. Robin Swinkels, Martijn Dambacher, Benjamin Bok i Marlies Bensdorp. W latach 2011–2015 klub zajmował szóste miejsce w Meesterklasse, a w 2016 roku spadł z ligi.
W 2016 roku klub połączył się z SC Oud Zuylen, tworząc Oud Zuylen Utrecht.

## Arcymistrzowie w historii klubu
- David Baramidze[54]
- Giennadij Sosonko[21]
- Robin Swinkels[55]